# Sendero Las Escobas

## Historia
El Sendero Las Escobas un lugar turístico ubicado en Puerto Barrios, Izabal; destaca por la diversidad de flora y fauna que habita en el lugar,(incluyendo pozas de agua fría) que es frecuentemente visitado por turistas que llegan a Puerto Barrios por medio de diferentes cruceros que atracan en el Puerto de Santo Tomás de Castilla.

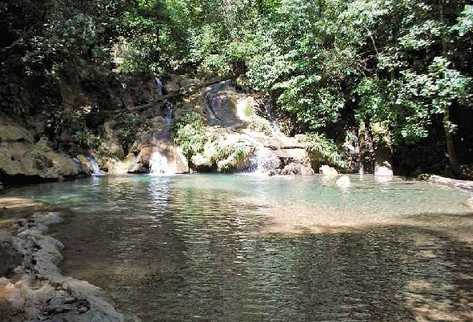
Poza turística

A este sitio turístico lo apoya INGUAT el cual tiene como objetivo principal proteger los recursos naturales que se encuentran en el lugar, así como también favorecer a las distintas comunidades por medio de pequeñas capacitaciones, de manera que los mismos habitantes puedan fungir como guías a los turistas que visitan el lugar.
Muchos consideran el Sendero “Las Escobas” como un sitio de acercamiento con la naturaleza, cuenta con 47,432 hectáreas en donde habitan más de 450 especies de aves diferentes, durante el verano se incrementa la afluencia de las aves convirtiéndolo en un excelente atractivo para el aviturismo.   También en el lugar se cuenta con nacimientos propios de agua los cuales hacen que en el lugar se respire pureza en el ambiente, motivo por el cual habitan animales como la Mariposa Monarca, la cual habita únicamente en lugares donde se respira aire puro y forma parte de la belleza natural del sitio con.  El Río las Escobas corre desde la cima del Cerro San Gil hacia la Bahía de Amatique proveyendo a sus habitantes de agua limpia y potable.
Otro de los atractivos con que cuenta el lugar es la cueva de murciélagos donde habitan 14 especies diferentes de este animal, aunque únicamente un tipo de estos es el que consume sangre.  Para poder observar murciélagos se puede hacer a partir de las 5 de la tarde, hora en que ya comienzan a salir en búsqueda de sus alimentos.  No podemos olvidar mencionar que Sendero “Las Escobas” es una de las 170 áreas protegidas de Guatemala.

### Ubicación
"Las Escobas" se localiza a 20 minutos de Puerto Santo Tomás de Castilla. A 285 km aproximadamente de la Ciudad de Guatemala.

## Enlaces Exteriores
- http://www.extremoaextremo.com/sendero-las-escobas-en-izabal/
- https://web.archive.org/web/20140725081203/http://riolasescobasizabal.com/spanish/index.htm
- https://web.archive.org/web/20140729004339/http://elperiodico.com.gt/es/20101002/ciencia/177706/
- https://web.archive.org/web/20140812032725/http://www.visitguatemala.com/destinos/izabal-un-caribe-verde/sendero-las-escobas#.U8c17Pl5NM4
- https://web.archive.org/web/20140728073554/http://www.fundaeco.org.gt/noticias.php?content-type=rss&idnew=11&new=Sendero+Las+Escobas

- Datos: Q17629868